# Vall de Uxó
Vall de Uxó (oficialmente en valenciano: la Vall d'Uixó) es un municipio de la Comunidad Valenciana, España, situado en el sureste de la provincia de Castellón, en la comarca de la Plana Baja. Cuenta con una población de 31 884 habitantes (INE 2024).

## Geografía
El municipio se halla situado junto a la costa mediterránea, lo que le hace gozar de unas condiciones climáticas típicas de esta zona, con inviernos suaves y veranos calurosos. Su temperatura máxima histórica sobrepasa los 40 °C, mientras que las mínimas se sitúan en torno a los -5 °C con heladas ocasionales. La tasa pluviométrica media es de 509,51 mm, distribuidos de forma irregular en los meses de otoño y primavera, y con la típica sequía estival mediterránea.
Vall de Uxó está rodeado de las siguientes montañas: Penya Migdia (550 m), Penya-Creuc (326 m), Ródeno (538 m), Pinyal (309 m), Font de Cabres (637 m), La Pitera (645 m), Penyalba (648 m), Pipa (591 m), El Frontó (621 m), Sants de la Pedra (585 m), El Castell (492 m), Sumet (450 m), La Balona (456 m), Penya Garrut (412 m) y Alto de Cerverola (492 m).
Dista unos 30 km de la capital provincial, Castellón de la Plana, y se encuentra a poco menos de 50 km de Valencia.
Es una ciudad de interior situada entre un valle y a muy pocos kilómetros, tan solo ocho, de las playas de la Costa del Azahar.
El acceso a esta ciudad se efectúa por carretera. Se accede desde la N-225, CV-230, CV-226 y Autovía A-7.

### Localidades limítrofes
El término municipal de Vall de Uxó limita por el norte con los municipios de Artana y Nules; por el este con La Llosa, Moncófar y Chilches; por el oeste con Alfondeguilla y por el sur con los términos municipales de Almenara y Sagunto, este último en la provincia de Valencia.

## Historia
La primera mención al término aparece en textos árabes, refiriéndose a él como Shûn. Las primeras menciones cristianas aparecen en el Llibre dels feits con el relato de la rendición de los sarracenos ante Jaime I de Aragón en 1238 junto a la torre forçada de Moncofa y hay varias teorías en torno al origen del término, si bien el origen árabe del topónimo es la que cuenta con más respaldo en la comunidad científica, que ha descartado totalmente un origen romance. Ha estado ocupada por grupos humanos desde la Prehistoria, básicamente alrededor de la fuente de San José, actualmente el paraje del río subterráneo de San José.
El actual territorio de Vall de Uxó ha sido ocupado desde tiempos prehistóricos por diferentes grupos humanos. La cueva de San José y otras cuevas en los alrededores presentan los vestigios más antiguos, desde el punto de vista cronológico. Los trabajos arqueológicos en las cuevas han revelado que fueron ocupadas por cazadores del paleolítico superior, de acuerdo con la cronología del C-14, aproximadamente 16 000 años a. C. Allí, dos paneles rocosos se encontraron con representaciones de pinturas rupestres, dando una idea de la importancia del lugar.
La gente seguía viviendo en el valle durante el Neolítico y la Edad de Bronce. Durante la Edad de Bronce vio crecer aldeas situadas en las montañas, bien fortificadas con murallas y torres de vigilancia. Su ubicación estratégica les permitía controlar un vasto territorio y entrar en la sierra de Espadán. La época ibérica supuso una expansión considerable de la población, como lo demuestran los restos de la ciudad ibérica de La Punta d'Orleyl y Poblado de San José.
La Punta d'Orleyl ocupa una gran superficie y tiene cuatro líneas sucesivas de murallas y torres. Destaca su acrópolis, donde los restos fueron localizados en al menos dos grandes edificios públicos construidos con piedras cuadradas enormes. El Poblado de San José, que se encuentra en la parte superior de la colina del mismo nombre, constituye un buen ejemplo del urbanismo antiguo. Es pequeño pero tiene una pared, dos torres, las calles y las casas de las épocas ibérica y romana. Su momento de gloria fue durante las etapas ibéricas. Fueron ocupados durante el siglo cuarto, y al final del Imperio Romano.
Durante la época romana, la población evolucionó hacia la agricultura. Hace unos años se encuentran los restos de una necrópolis de inhumación, fechada entre los siglos VI y VII, próxima a la época visigoda. En total se encontraron los restos de 66 individuos con sus ofrendas funerarias.
La conquista árabe y el establecimiento de estas poblaciones no han cambiado demasiado el tipo de vida. A lo largo de este prolongado periodo se ha podido documentar la existencia de una docena de pueblos que se encuentran a ambos lados del río Belcaire. Se trata de Alcudia, Zeneja, Benigafull, Benizahat, Zeneta y Benigasló. Cada uno era independiente y tenía su propia área industrial, así como su necrópolis.
La organización política y jurídica estaba bajo la presidencia del Castillo de Uxó. En 1250, recibió Vall de Uxó La Carta Puebla. Desde ese momento, se convirtió en una ciudad importante dentro del Reino de Valencia.
El rey Jaime I de Aragón, conquistó estas tierras durante la Cuaresma del año 1238. Durante la Baja Edad Media, Vall de Uxó formó parte del dominio real, hasta que el rey Alfonso el Magnánimo concedió a su hermano Enrique (1436), varios lugares y villas, entre ellas, Vall de Uxó. Este pueblo se convirtió en lugar de señorío, situación jurídico-social en la cual vivió toda la Edad Moderna, hasta la abolición de los señoríos jurisdiccionales (1811-1823). En 1609 se producía la expulsión de los moriscos. La población fue sustituida por otra, íntegramente nueva y cristiana, originaria principalmente de los pueblos castellonenses del Maestrazgo, y que formó la base o núcleo originario de la población actual.
Durante la guerra de Sucesión, la localidad se mantuvo leal a Felipe V, por lo cual obtuvo varios privilegios. Durante las guerras carlistas, el lugar fue escenario de enfrentamientos bélicos.
Durante el siglo XVIII, la población de La Vall aumentó significativamente. Los seis pueblos unidos entre sí y crearon el Poble de Dalt y El poble de Baix. Desde el siglo XIX (1860), ambas pequeñas ciudades formaron una plaza central donde se encuentra el Ayuntamiento en el presente.
La característica general en los inicios del siglo XX será la de una crisis económica y social cronificada lo que producirá una emigración de las clases más desposeídas, especialmente hacia la ciudad de Barcelona. Lentamente, con el desarrollo de las industrias Segarra, la población experimentará un progresivo crecimiento que culminará en las décadas centrales de la centuria en las que la población se desarrollará como nunca lo había hecho, siempre al calor de los tres sectores de actividad: el industrial, con la dinámica actividad de la Fábrica de calzados Segarra ocupando a más de cuatro mil valleros; el agrícola, con la transformación del antiguo secano en fértil cultivo de cítricos y la exportación masiva de satsuma hacia los mercados europeos; y el turístico, con la explotación y desarrollo de las Grutas de San José, que a finales de los años sesenta ya atraerá a más de doscientos mil turistas cada año.

## Demografía
Vall de Uxó cuenta con una población de 31 884 habitantes (INE 2024).
| Gráfica de evolución demográfica de Vall de Uxó entre 1842 y 2021 |
| |
| Población de derecho según los censos de población del INE Población de hecho según los censos de población del INEEn estos censos se denominaba Vall de Uxó: 1842, 1860, 1877, 1887, 1897, 1900, 1910, 1920, 1930, 1940, 1950, 1960, 1970 y 1981 En este censo se denominaba Vall de Ujó: 1857 |

## Economía
La actividad económica e industrial en la localidad desde siempre estuvo centrada en la actividad agrícola, con dos artesanías importantes: la alpargatería y la alfarería.
Progresivamente, la producción artesanal de la alpargata fue adquiriendo caracteres industriales, hasta que en la primera mitad del siglo XX, sobre todo con la creación de la empresa familiar Segarra y sus trabajos para el ejército, la industria del calzado se convierte en el sector punta del desarrollo económico de la población.
Este proceso de industrialización, basado fundamentalmente en la empresa Segarra, estuvo acompañado de la creación de numerosísimas empresas de calzado alrededor de esta. En ningún momento este hecho significó la pérdida del carácter agrícola de la ciudad. Se puede decir que las principales actividades en estos últimos tiempos han sido la industria del calzado y la producción agrícola, sobre todo de agrios, favorecida por el clima con que cuenta la localidad.
Esta carencia de diversificación industrial se vio afectada por la crisis del sector del calzado, que ha llevado a la desaparición de muchas empresas y, por lo tanto, a la pérdida de puestos de trabajo.
En la actualidad existen 5 polígonos industriales: la Mezquita, Carmaday, Imepiel, la Vernitxa, la Travessa y Belcaire, en este último hay un proyecto de ampliación denominado Belcaire C, que creará 650 000 metros cuadrados de suelo industrial.

## Servicios

### Educación
Vall de Uxó tiene 12 colegios públicos, que son los siguientes:
- CEIP Cervantes
- CEIP Ausiàs March
- CEIP l'Assumpció.
- CEIP Recaredo Centelles
- CEIP Lleonard Mingarro
- CEIP La Moleta
- CEIP Sant Vicent Ferrer
- CEIP Rosario Pérez
- CEIP Eleuterio Pérez
- CEIP Blasco Ibáñez
- CEIP Colonia Segarra
- CEIP La Cova

Además cuenta con tres institutos de ESO y FP: el IES Botànic Cavanilles, el IES Honori García y el IES Benigasló. La UJI de Castellón se encuentra a unos 33 km.

### Sanidad
Cuenta con dos centros de salud, uno al norte y otro al sur del municipio, este último con varias especialidades. Junto a Alfondeguilla forma la zona básica de salud de Vall d'Uixó, compuesta por más de 32 000 habitantes; está integrada al departamento de La Plana. Cuenta con 12 farmacias repartidas por la localidad.
Se encuentra a 19 km del Hospital de la Plana en Villarreal, a 27 km del Hospital Provincial de Castellón de la Plana y a 36 km del Hospital General de Castellón.

### Transporte
La A-7 cruza el término municipal de norte a sur, con tres conexiones al municipio y a los polígonos industriales, otras carreras son la N-225, CV-230, CV-226 y CV-224.
El municipio no cuenta con línea de ferrocarril, siendo las más cercanas las estaciones de Chilches, Moncofar o Nules-Vilavieja, por donde discurre la línea de cercanías C-6 entre Castellón de la Plana y Valencia.
Vall de Uxó cuenta con dos líneas urbanas de autobús que gestiona la empresa AVSA, además de la línea 113 de Metrobús (Valencia - Vall de Uxó). Por otro lado HICID se encarga de la L-360 (Vall de Uxó - Castellón), L-363 (Vall de Uxó - Playa de Chilches) y L-364 (Vall de Uxó - Playa de Moncófar). 
Los puertos más cercanos son el de Sagunto y Burriana. El Aeropuerto de Castellón está a 57 km y el de Manises (Valencia) a 60 km.

## Patrimonio y lugares de interés
- Ermita del Santísimo Cristo del Calvario (siglo XVIII): en el barrio Carbonaire. Ermita con azulejos de Alcora de esa época, en su fachada.
- Iglesia de Ntra. Sra. de la Asunción. Fachada barroca tipo retablo. Terminada de construir a finales del siglo XVII. La capilla del Sagrario es muy interesante, con azulejos de la época. En la actualidad posee un órgano recuperando, así el perdido en la guerra civil española.
- Ermita de San Vicente Ferrer (siglo XVII): en la plaza San Vicente. Construida seguramente sobre una antigua mezquita musulmana.

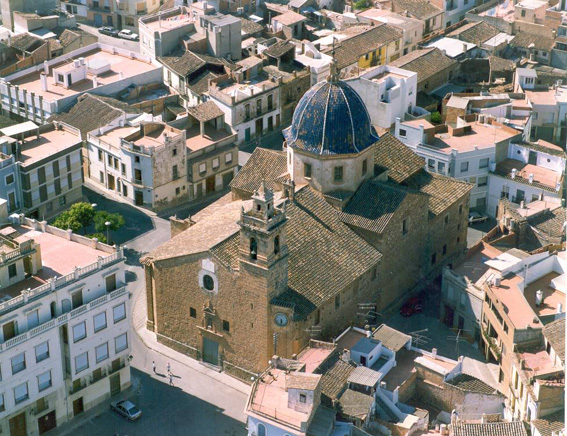
Iglesia del Santo Ángel Custodio

- Ermita de La Sagrada Familia (siglo XVIII): en el paraje de San José. Junto a ella se encontraba un ermitorio, hoy convertido en un Centro de Información y exposiciones.
- Ermita de San Antonio (finales del siglo XVII): en la partida San Antonio. Anualmente recibe una romería el día de la fiesta del santo.
- Ermita de Nuestra Señora del Rosario: en el barrio del Rosario, en la parte central de uno de los cascos históricos. Es una de las ermitas más antiguas de la ciudad. Restaurada recientemente.
- Iglesia del Santo Ángel Custodio. Situada en la plaza del Ángel, de estilo neoclásico. Siglo XVII-XVIII.
- Torre de Benizahat: en la calle Nuestra Señora de la Asunción. La única torre existente en la actualidad, en el interior del casco urbano. Fue construida en el siglo XII por los musulmanes.
- Necrópolis hispano-visigoda: situado en el barrio La Unión. Necrópolis recientemente excavada. Se hallaron ocho fosas con los restos de 66 individuos, pertenecientes a los siglos VI y VII d. C.
- Ciudad Ibérica de la Punta de Orleyl: en la partida La Punta. Restos de una ciudad, cuya denominación antigua no ha podido ser identificada. Fue excavada en parte. Restos de dos grandes edificios públicos de piedra tallada y de cuatro filas de murallas pertenecientes a diversas épocas.
- Conjunto de Acueductos de San José y Alcudia: localizado en la carretera de San José, al final del casco urbano. Constituyen, después del río subterráneo San José, el lugar de interés más importante del municipio. El acueducto de San José fue construido en época romana y utilizado hasta mediados del presente siglo. Sufrió diversas reparaciones en la época medieval. Se encuentra completo desde su origen, en la fuente de San José, aunque enmascarado en parte por construcciones modernas. Junto a él, otro acueducto de época medieval, que forma un conjunto hídrico que mueve dos molinos contiguos.
- Castillo d'Uxó, sobre la cima del monte noguero a más de 400 m sobre el nivel del mar. Data del siglo X, construido por los árabes durante su ocupación. Se trata de una fortificación de grandes dimensiones y tuvo en su época gran importancia por su estratégica situación en las ultímas estribaciones de la sierra de Espadán controlando la llanura y el tráfico pirata en las costas. Actualmente se encuentra en estado de ruina progresiva aunque se conservan lienzos de murallas, parte baja de la torre del homenaje, dependencias y varios aljibes así como los basamentos del poblado que habitaba bajo la muralla baja.
- Torre de la Casota, se encuentra al norte de la ciudad pasando el barrio Carbonaire, en el cruce de los caminos que van a la fuente del Nogueret (o Anoueret) y el de l'Horteta que direcciona a la senda del castillo. s. XI. de planta cuadrada, está en ruinas aunque aun puede apreciarse en uno de sus muros su altura casi completa.
- Torre de la Torrassa, en la partida de la Torrassa junto a la rotonda que enlaza con la autovía A7 y la carretera hacia la Vilavella. se trata de una torre vigía de planta cuadrada. Solo se conservan parte de dos de sus paredes ya muy deterioradas y un aljibe.
- Poblado Ibero-romano San José, junto a la ermita de la Sagrada Familia, sobre la gruta de San José, aún se aprecian los basamientos de casas y de su muralla parcialmente.
- Palacio de los Marqueses de Vivel, se construye aproximadamente hacia el 1920.
- Las Cuevas de San José. Una gruta por la que transcurre el río San José, de 2750 m de longitud con posibilidad de alcanzar los 4 o 5 km, lo cual la situaría dentro del Catálogo Mundial de Grandes Cavidades. Es una maravilla indescriptible, pues en ella se combinan las formas caprichosas de la naturaleza con una cuidada iluminación artificial para construir un mundo de fantasía en el que la luz, las formas y el color adquieren su máxima expresión.

El interior de la gruta también fue utilizado durante la Prehistoria por grupos humanos para establecer su hábitat.
Las últimas excavaciones arqueológicas efectuadas han dado como resultado el hallazgo de un yacimiento con una cronología superior a los 15 000 años. Así mismo, se han hallado pinturas rupestres de estilo esquemático, que adquieren gran valor por tratarse de la única muestra de este arte en la comarca de la Plana Baja.
El río subterráneo constituye un atractivo natural único por su navegabilidad y por su belleza. Desde el siglo XVIII se conocen estudios sobre la zona referentes a formaciones vegetales muy poco frecuentes, especies endémicas y geología excepcional en la que se puede apreciar el río subterráneo navegable más largo de Europa, y al mismo tiempo la cueva valenciana de mayor recorrido.
A la entrada de la cueva, en cuya parte izquierda se pueden observar dos grupos de pinturas rupestres, encontramos un corredor flanqueado por bloques donde se encuentra el yacimiento arqueológico en proceso de excavación. Llegados al embarcadero, y surcando las aguas curso arriba, contemplaremos la Sala de los Murciélagos, con una amplia playa de arena. Un corto pasadizo desemboca en otra sala, en cuyo comienzo se halla el lago de Diana, de gran profundidad. Más adelante, el Paso de los Sifones nos hace alcanzar el Lago azul, de 12 m de profundidad. A partir de aquí el curso del río es más accidentado. Tras el lago del Diablo se accede a las Cañadas, amplios gravases que forman playas.
- Fuente de la Nogueret, a unos 4 km al norte del municipio a los pies del pico Penyalba.
- Montaña de Pipa, situada al oeste de la localidad entre los términos municipales de Vall de Uxó y Alfondeguilla, pese a no ser la más alta del municipio su forma singular y su ubicación la han hecho uno de los picos más importantes no solo de la Vall, sino de toda la sierra de Espadán.
- El Sant de la Pedra.
- Ruta del Agua: ruta urbana que sigue el recorrido que tenía una antigua acequia que iba desde las cuevas de San José hasta la Torre de la Torrassa, recorriendo todas las antiguas alquerías musulmanas que habían en el valle.

## Cultura
Vall de Uxó cuenta con tres bandas de música:
- Unión Musical Vallduxense (1939)
- Ateneo Musical Schola Cantorum (1955)
- Centro Instructivo de Arte y Cultura (1969)

Además existen varios coros y corales, grupo de danzas regionales, rondalla y grupos de dulzaina y tabalete. También hay grupos de teatro y de zarzuela.

### Fiestas
Celebran sus fiestas patronales en abril y en octubre. Las primeras en el año son las fiestas patronales de San Vicente Ferrer, donde destaca la famosa Feria Agrícola, de Maquinaria y Comercial que atrae a visitantes de toda la provincia; las segundas, son las fiestas de la Sagrada Familia y el Santísimo Cristo, que también atraen a muchos turistas por la feria medieval que realizan en octubre y también por sus bonitas y numerosas procesiones. Ambas están declaradas fiestas de interés turístico nacional y combinan la tradición taurina de los encierros (bous al carrer) con el sentimiento religioso que dio origen a las mismas, pero entre ambas fechas hay hasta 20 fiestas de barrio entre las que se encuentran:
- Santísimo Cristo del Calvario
- Colonia Segarra
- San Antonio Abad
- San Querer
- San Antonio de Padua
- San Juan
- Grupo la Unión
- San Fermín
- San Juan Bautista
- Santiago Apóstol
- Santo Domingo de Guzmán
- Santa Rosa de Lima
- Virgen de la Cueva Santa
- San Teodoro
- Calle de Enmedio
- Nuestra Señora de la Merced
- San Francisco de Asís
- Virgen del Rosario
- Nuestra Señora del Pilar
- San Roque

Junto a sus dos fiestas patronales, destacan también como fiestas mayores de la ciudad las Fallas de San José y las Peñas en fiestas. La Semana Popular Taurina de las Peñas en fiestas se celebra a principios de agosto, donde las más de 50 peñas de la ciudad disfrutan de una semana cargada de actos lúdicos y sobre todo taurinos; mientras que las Fallas de San José se celebran los días previos a la festividad del santo, contando con una gran participación popular y con su Junta Local Fallera y sus nueve comisiones falleras como protagonistas: (ordenadas por fecha de creación)
- Falla Pensat i Fet (1982) C. Sanchis Tarazona.
- Falla L'Ambient (1987) C. Salvador Allende.
- Falla La Que Faltava (1994) C. Calvario.
- Falla Les Llimeres (1994) C. Matilde Bel.
- Falla Sud-oest (1995) Av. Suroeste.
- Falla Corts Valencianes - Polígon III (2004) Av. Corts Valencianes.
- Falla Ja Estem Tots (2015) Pl. del Circo.
- Falla Guitarrista Tàrrega (2018) Av. Agricultor.
- Falla 9 de Octubre (2020) Ctra. Chilches.

### Gastronomía
Los rasgos fundamentales de la cocina vallera son los mismos que los de la valenciana. Así, la paella es un plato que se guisa en todas las casas de la ciudad. No obstante, existen algunos guisos muy característicos de esta localidad. Entre ellos destacan:
- Cocas de tomate o de verdura y barrets. Las cocas de tomate o de verdura junto con los barrets son una típica comida fría para ocasiones festivas.
- Arroz empedrado. Plato de cazadores que se guisa con carne de cerdo, arroz, alubias trituradas y carne de caza, especialmente de conejo, liebre y perdiz.
- Manjóvenes. Una pasta muy ligera de origen musulmán
- Panets. Preparados con higos y almendras, prensados en unos moldes fabricados al efecto.
- Arroz al horno. Un plato muy tradicional, constituido por: costillas, butifarras, garbanzos, tomate, y arroz. Hay gente que añade más cosas.

## Administración y política

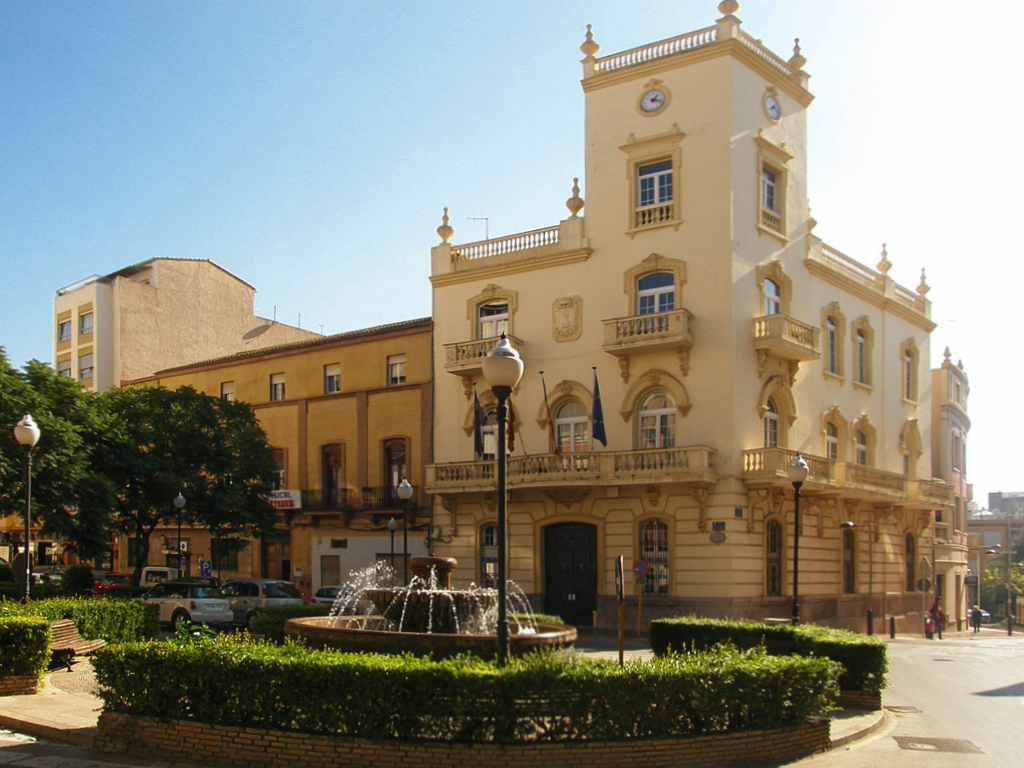
Ayuntamiento de Vall de Uxó

| Periodo   | Nombre                     | Partido | Partido                                                         |
| --------- | -------------------------- | ------- | --------------------------------------------------------------- |
| 1979-1979 | Pedro Navarro Lereu        |         | Partido Comunista de España (PCE)                               |
| 1979-1985 | Vicente Zaragoza Michavila |         | Partido Comunista de España (PCE)                               |
| 1985-1991 | Vicente Zaragoza Michavila |         | Partido de los Trabajadores de España-Unidad Comunista (PTE-UC) |
| 1991-1995 | Ernest Fenollosa Ten       |         | Partit Socialista del País Valencià (PSPV-PSOE)                 |
| 1995-2003 | Vicent Aparici Moya        |         | Partido Popular (PP)                                            |
| 2003-2007 | Josep Tur Rubio            |         | Partit Socialista del País Valencià (PSPV-PSOE)                 |
| 2007-2011 | Isabel Bonig Trigueros     |         | Partido Popular (PP)                                            |
| 2011-2015 | Óscar Clavell López        |         | Partido Popular (PP)                                            |
| 2015-act. | Tania Baños Martos         |         | Partit Socialista del País Valencià (PSPV-PSOE)                 |

| Partido político                                | 2023     | 2023     | 2023       | 2019  | 2019  | 2019       | 2015  | 2015  | 2015       | 2011  | 2011  | 2011       | 2007     | 2007     | 2007       |
| Partido político                                | Votos    | %        | Concejales | Votos | %     | Concejales | Votos | %     | Concejales | Votos | %     | Concejales | Votos    | %        | Concejales |
| Partit Socialista del País Valencià (PSPV-PSOE) | 6440     | 37,46    | 9          | 6324  | 37,40 | 9          | 4845  | 26,30 | 6          | 5338  | 30,56 | 7          | 6204     | 34,82    | 8          |
| Partido Popular (PP)                            | 6051     | 35,20    | 8          | 3735  | 22,09 | 5          | 6377  | 34,61 | 8          | 8588  | 49,16 | 11         | 8576     | 48,14    | 11         |
| Compromís-Bloc Nacionalista Valencià (BNV)      | 1488     | 8,65     | 2          | 1249  | 7,38  | 1          | 1701  | 9,23  | 2          | 751   | 4,3   | 0          | Con EUPV | Con EUPV | Con EUPV   |
| Esquerra Unida del País Valencià (EUPV)         | 1312     | 7,63     | 1          | 2024  | 11,97 | 3          | 2438  | 13,23 | 3          | 2251  | 12,88 | 3          | 1636     | 9,18     | 2          |
| Vox                                             | 1136     | 6,60     | 1          | 1124  | 6,64  | 1          | —     | —     | —          | —     | —     | —          | —        | —        | —          |
| Podem-Som La Vall                               | Con EUPV | Con EUPV | Con EUPV   | 503   | 2,97  | 0          | 1433  | 7,78  | 1          | —     | —     | —          | —        | —        | —          |
| Yo La Vall                                      | 316      | 1,83     | 0          | —     | —     | —          | —     | —     | —          | —     | —     | —          | —        | —        | —          |
| Ciudadanos (CS)                                 | 163      | 0,94     | 0          | 1388  | 8,20  | 2          | 1154  | 6,26  | 1          | —     | —     | —          | —        | —        | —          |

## Ciudades hermanadas
- Valence d'Agen, Francia
- Juchitán de Zaragoza, Oaxaca, México
- Hagunia, Campos de refugiados de Tinduf